# RUF・RtR
RUF・RtRは、ドイツのRUF・オートモービル社が製造するスポーツカー。Ruf Truboの40周年（2013年）記念に発売された。

## モデル情報
RtRのフォーマットは991であり、これはオリジナルのRuf Truboと同じである。RtRには通常の｢ナローボディ｣構成とオプションとして、フロントが410mm、リアが390mm追加され、Ruf設計の手作りワイドフェンダー装着の｢ワイドボディ｣があり、どちらかで注文することができた。オプションは、ワイドボディに加えて、外観では、大型のリアウィング、再設計フロントバンパー、特別Ruf 5スポークアルミホイールが存在していた。また、Rufの車両に共通する一体型ロールケージ(IRC)、フロントの16.1インチ、リアで15.4インチのセラミックブレーキも装備されている。RtRは10台製造されたと言われている。RtRは生産が終了しているが、生産終了時期は不明。

## パフォーマンス
RtRは3.8Lツインターボチャージド水平対向6気筒エンジンが2つのバリエーションが存在している。1つ目は991 911 TruboとTurbo Sに搭載されていたA91型エンジンをベースにしており、636hpを発生し、ミッションは6速MTか7速PDKが選択可能だった。2つ目は、997の旧式｢Mezger block｣をベースにしており、最高出力791hp/7300rpm、最大トルク990Nm/4500rpmを発生させ、ミッションは6速MTのみであった。また、両バリエーション共に後輪駆動か全輪駆動の駆動方式が選択可能であった。791hpモデルは最高速度351km/h、0-60mphが3.2sである。